# داوديجنغ
داوديجنغ (بالصينية: 道德經)  أو الداو ذات الكرامة.
هو كتاب كتبه مؤسس الديانة الطاوية لاوتسو، وقد اختصر لاوتسو حكمته كلها في هذا الكتاب.
يتضمن الكتاب 81 قصيدة قصيرة تناقش افكارا فلسفية.
لقد كتب لاوتسو هذا الكتاب في زمن سادت به الحروب في الصين، حين قرر ان يترك الصين ويتجه نحو الهند، طلب منه حارس بوابة المدينة ان يترك لهم كتابا قد اختصر به حكمته حتى لا تزول حكمة لاوتسو مع رحيله.
بعض القصائد التي ذكرت في هذا الكتاب:
1
الداو التي يمكن تعريفها
هي ليست الداو الابدية
الاسم الذي يمكن ان يسمى
هو ليس الاسم الابدي
غير القابل للتسمية هو الابدي للابد
التسمية هي اصل
كل الاشياء المعينة
عندما تتحرر من رغباتك، فسوف تدرك الغموض
محبوسا في رغباتك، لن ترى سوى التجسدات
مع هذا، فانت الغموض والتجسدات
ياتيان من ذات المصدر
هذا المصدر هو الظلام.
ظلام في ظلام،
بوابتنا لفهم كل الاشياء
]
2
عندما يرى الناس بعض الاشياء على انها جميلة،
فان الاشياء الأخرى تضحى قبيحة باعينهم.
عندما يرى الناس بعض الاشياء على انها جيدة،
فان الاشياء الأخرى تضحى سيئة في اعينهم.
الوجود واللوجود يخلقان بعضهما البعض
الصعب والسهل يدعمان بعضهما البعض.
الطويل والقصير يعرفان بعضهما البعض.
العالي والمنخفض يعتمدان على بعضهما البعض.
ولهذا فان السيدة
تتصرف من غير ان تفعل أي شيء
وتعلم من غير ان تقول أي شيء
الاشياء تظهر فتترك الاشياء تاتي
الاشياء تختفي فتترك الاشياء تذهب
انها تملك لكن لا تتملك
تتصرف من غير ان تتوقع
عندما ينتهي عملها، فهي تنساه
ولهذا فانه يدوم للابد
3
إذا بالغت في تقدير الرجال العظماء
فان الناس ستضحى من دون قوة.
إذا بالغت في تقدير الممتلكات،
فستبدا الناس بالسرقة.
ان السيد يقود
عن طريق تفريغ عقول الناس
وملئ جوهرهم.
عن طريق اضعاف طموحهم
وتقوية تصميمهم.
انه يساعد الناس على خسارة كل شيء
يعرفونه، كل شيء يريدونه،
ويخلق الحيرة
في اولئك الذين يظنون انهم يعرفون.
الممارسة لا الفعل
وكل شيء سوف ياخذ مكانه الصحيح.
4
ان الداو كالبئر:
تستخدم لكن لا تنتهي.
انها كالفراغ الابدي،
مليئة باحتمالات لا نهاية لها.
انها مخفية ولكن موجودة دائما.
لا اعرف من اعطاها الحياة.
انها أكبر سنا من الاله.
5
ان الداو لا تنحاز لجهة دون الأخرى:
انها تعطي الحياة للخير وللشر.
السيدة لا تنحاز نحو ناحية دون الأخرى،
فهي ترحب بالقديسين وبالخاطئين.
ان الداو هي كالرئة،
فارغة إلا أن لها قدرة لا نهائية
كلما استخدمتها، كلما ازداد إنتاجها.
كلما تحدثت عنها وحاولت تحليلها، كلما قل فهمك لها
ابقى متمسكا بالمركز..
6
ان الداو تدعى الام العظيمة،
فارغة الا انها غير قابلة للاستهلاك،
تعطي الحياة لعوالم لا نهائية.
انها دائما موجودة بداخلك
يمكنك ان تستخدمها باي طريقة تريدها.
7
الداو لا نهائية، ابدية.
لماذا هي ابدية؟
انها لم تولد،
ولهذا فانها لا تموت
لماذا هي لا نهائية؟
انها لا تملك أي رغبات لنفسها،
ولهذا فهي موجودة لاجل جميع المخلوقات.
ان السيدة تبقى في الخلف،
ولهذا فهي في المقدمة.
انها غير متعلقة بالاشياء،
ولهذا فهي واحد معهم.
لانها اطلقت العنان لذاتها
فهي متحققة بشكل كامل.
8
ان الخير المطلق شبيه بالمياه،
الذي يرعى كل الاشياء من غير ان يحاول.
موجود في الأماكن المنخفضة التي يحتقرها الناس
ولهذا فان المياه كالداو.
عندما تبحث عن ماوى، ابقى قريبا من الأرض.
عندما تفكر، ابق تفكيرك بسيطا.
عند الخلافات، كن عادلا وكريما.
عندما تحكم، لا تحاول أن تتحكم.
في العمل، افعل ما تتمتع بفعله.
في حياة العائلة، كن حاضرا بالكامل.
عندما تكون راضيا ان تكون ذاتك بكل بساطة
من دون أن تقارن أو تنافس
فانك ستنال احترام الجميع.
9
إذا ما ملأت دلوك للاخر،
فسوف تسيل المياه منه.
إذا ما استمررت بشخذ سكينك،
فانه سوف يفقد حدته.
إذا ما لاحقت المال فالامان
لن ياستقر في قلبك.
إذا ما اهتممت لرأي الناس بك
فستصبح سجينهم.
قم بعملك، ثم تراجع.
الطريق الوحيد نحو الصفاء والسكون.
10
ايمكنك ان تخرج عقلك بلطافة من حيرته
وتبقلا مركزا على الوحدانية الاصلية؟
هل يمكنك ان تجعل جسدك يصبح
لينا ومطواعا كجسد طفل حديث الولادة؟
هل يمكنك ان تنظف رؤياك الداخلية
حتى تصل إلى مرحلة لا ترى فيها سوى النور؟
هل تستطيع ان تحب الناس وان تقودهم
من غير ان تفرض ارادتك؟
هل تستطيع ان تهتم باكثر المشاكل صعوبة
عن طريق ان تترك الامور تاخذ مجراها؟
هل تستطيع ان تبتعد عن عقلك
وتفهم كل المخلوقات الأخرى؟
العطاء والاهتمام،
الامتلاك من غير التملك،
القيادة لا محاولة فرض السيطرة:
هذه هي الفضيلة الحقيقية.
11
نحن نجمع العيدان في العجلة
إلا أن الفراغ الي في الوسط
هو ما يجعل العربة تتحرك.
نحن نصنع من الصلصال الاناء،
إلا أن الفراغ الداخلي
هو ما يحمل ما نريده.
نحن نصنع البيت من الخشب،
الا انه الفراغ الداخلي
الذي يجعله قابل للحياة.
نحن نعمل بالوجود،
الا اننا نستخدم اللاوجود
12
الالوان تعمي العين.
الاصوات تفقد الاذن قدرتها على السمع.
الطعمات تخدر اللسان.
الافكار تضعف العقل.
الرغبات تشل القلب.
ان السيد يراقب العالم
لكن يثق برؤياه الداخلية.
هو يسمح للاشياء بان تاتي وتذهب.
قلبه مفتوح كالسماء.
13
النجاح خطر كالفشل.
الامل فارغ كالخوف.
ماذا يعني ان النجاح خطر كالفشل؟
سواء وقفت في أعلى السلم أو اسفله،
فان وضعيتك ستكون متززعة.
عندما تقف وقدماك الاثنتين على الأرض،
فسوف تحافظ على توازنك دوما.
ماذا اعني ان الامل فارغ كالخوف؟
ان الامل والخيف هما طيفان
ياتيان نتيحة التفكير في الذات
عندما لا نرى الذات على انها ذات
من ماذا سوف نخاف؟
انظر إلى العالم على انه نفسك.
آمن بالطريقة التي تجري بها الامور.
احب العالم كنفسك،
عندها ستكون قادرا على الاهتمام لكل الاشياء.
14
انظر، الرؤية غير ممكنة.
اسمع، السماع غير ممكن.
مد يدك لتمسك، والإمساك غير ممكن.
فوق، ليس مضيئا.
تحت، ليس مظلما.
سلس وغير قبل للتسمية
يرجع إلى عالم اللا شيء.
من هنا تاتي كل الاشكال،
صورة من دون صورة،
متقن، فوق ادراكنا.
تقرب منها ولن تجد البداية،
الحقها ولن تجد النهاية.
لا تستطيع ان تعرفها، لكن تستطيع ان تكونها،
بسهولة في حياتك.
فقط ادرك من اين اتيت،
هذه هي الحكمة الحقيقية.